# فورت درم (نيويورك)
فورت درم (بالإنجليزية: Fort Drum CDP, New York)‏ هي منطقة سكنية تقع بولاية نيويورك في الولايات المتحدة. تبلغ مساحتها 37.35 كم2، وترتفع عن سطح البحر 179.83200000000002 م، بلغ عدد سكانها 12,955 نسمة في عام 2010 حسب إحصاء مكتب تعداد الولايات المتحدة وتصل الكثافة السكانية فيها 346.9 نسمة لكل كيلومتر مربع (898.5/ميل2).

## التركيبة السكانية
حدّد مكتب تعداد الولايات المتحدة بيانات التركيبة السكانية لفورت درم في تعداد الولايات المتحدة. في ما يلي، التركيبة السكانية حسب تعدادي 2000 و2010.

### تعداد عام 2000
بلغ عدد سكان فورت درم 12,123 نسمة بحسب تعداد عام 2000، وبلغ عدد الأسر 2,253 أسرة وعدد العائلات 2,203 عائلة مقيمة في المنطقة السكنية. في حين سجلت الكثافة السكانية 324.6 نسمة لكل كيلومتر مربع (840.7/ميل2). وبلغ عدد الوحدات السكنية 2,280 وحدة بمتوسط كثافة قدره 61 لكل كيلومتر مربع (158.0/ميل2).
وتوزع التركيب العرقي للمنطقة السكنية بنسبة 64.17% من البيض و19.78% من الأمريكيين الأفارقة و0.83% من الأمريكيين الأصليين و2.40% من الأمريكيين ذوي الأصول الآسيوية و0.69% من سكان جزر المحيط الهادئ و7.61% من الأعراق الأخرى و4.52% من عرقين مختلطين أو أكثر و13.27% من الهسبانيون أو اللاتينيون من أي عرق.
بلغ عدد الأسر 2,253 أسرة كانت نسبة 75.7% منها لديها أطفال تحت سن الثامنة عشر تعيش معهم، وبلغت نسبة الأزواج القاطنين مع بعضهم البعض 91.9% من أصل المجموع الكلي للأسر، ونسبة 4.3% من الأسر كان لديها معيلات من الإناث دون وجود شريك، بينما كانت نسبة 1.6% من الأسر لديها معيلون من الذكور دون وجود شريكة وكانت نسبة 2.2% من غير العائلات. تألفت نسبة 2% من أصل جميع الأسر من عدة أفراد يعيشون في نفس المنزل. وبلغ متوسط حجم الأسرة المعيشية 3.33، أما متوسط حجم العائلات فبلغ 3.36.
بلغ العمر الوسطي للسكان 22.5 عاماً. وكانت نسبة 24.8% من القاطنين تحت سن الثامنة عشر، وكانت نسبة 10.4% بين الثامنة عشر والرابعة والعشرين عاماً، ونسبة 25.3% كانت واقعةً في الفئة العمرية ما بين الخامسة والعشرين والرابعة والأربعين عاماً، ونسبة 1.4% كانت ما بين الخامسة والأربعين والرابعة والستين، ونسبة 0.1% كانت ضمن فئة الخامسة والستين عاماً فما فوق. يوجد لكل 100 أنثى 98.7 ذكر، ويوجد لكل 100 أنثى في الثامنة عشر من عمرها فما فوق 98.3 ذكر.
بلغ متوسط دخل الأسرة في المنطقة السكنية 31,699 دولارًا، أما متوسط دخل العائلة فبلغ 31,202 دولارًا. وكان متوسط دخل الذكور 19,779 دولارًا مقابل 19,401 دولارًا للإناث. وسجل دخل الفرد الخاص بالمنطقة السكنية 13,395 دولارًا. وكانت نسبة 6.3% من العائلات ونسبة 6.2% من السكان تحت خط الفقر،

### تعداد عام 2010
بلغ عدد سكان فورت درم 12,955 نسمة بحسب تعداد عام 2010، وبلغ عدد الأسر 3,107 أسرة وعدد العائلات 2,748 عائلة مقيمة في المنطقة السكنية. في حين سجلت الكثافة السكانية 346.9 نسمة لكل كيلومتر مربع (898.5/ميل2). وبلغ عدد الوحدات السكنية 3,353 وحدة بمتوسط كثافة قدره 89.8 لكل كيلومتر مربع (232.6/ميل2).
وتوزع التركيب العرقي للمنطقة السكنية بنسبة 72.39% من البيض و12.98% من الأمريكيين الأفارقة و1% من الأمريكيين الأصليين و2.69% من الأمريكيين ذوي الأصول الآسيوية و1.24% من سكان جزر المحيط الهادئ و3.92% من الأعراق الأخرى و5.77% من عرقين مختلطين أو أكثر و15.53% من الهسبانيون أو اللاتينيون من أي عرق.
بلغ عدد الأسر 3,107 أسرة كانت نسبة 72.4% منها لديها أطفال تحت سن الثامنة عشر تعيش معهم، وبلغت نسبة الأزواج القاطنين مع بعضهم البعض 68.3% من أصل المجموع الكلي للأسر، ونسبة 17.8% من الأسر كان لديها معيلات من الإناث دون وجود شريك، بينما كانت نسبة 2.4% من الأسر لديها معيلون من الذكور دون وجود شريكة وكانت نسبة 11.6% من غير العائلات. تألفت نسبة 10.4% من أصل جميع الأسر من عدة أفراد يعيشون في نفس المنزل ونسبة 0% كانت تتألف من شخص يعيش بمفرده يبلغ من العمر 65 عاماً أو أكثر. وبلغ متوسط حجم الأسرة المعيشية 3.22، أما متوسط حجم العائلات فبلغ 3.47.
بلغ العمر الوسطي للسكان 22.4 عاماً. وكانت نسبة 34.3% من القاطنين تحت سن الثامنة عشر، وكانت نسبة 27.7% بين الثامنة عشر والرابعة والعشرين عاماً، ونسبة 35.3% كانت واقعةً في الفئة العمرية ما بين الخامسة والعشرين والرابعة والأربعين عاماً، ونسبة 2.5% كانت ما بين الخامسة والأربعين والرابعة والستين، ونسبة 0.3% كانت ضمن فئة الخامسة والستين عاماً فما فوق. وتوزع التركيب الجنسي للسكان بنسبة 57.5% ذكور و42.5% إناث.